# Топирча
Топирча (рум. Topârcea) — село у повіті Сібіу в Румунії. Адміністративно підпорядковане місту Окна-Сібіулуй.
Село розташоване на відстані 232 км на північний захід від Бухареста, 18 км на північний захід від Сібіу, 102 км на південь від Клуж-Напоки, 130 км на захід від Брашова.

## Населення
За даними перепису населення 2002 року у селі проживали 219 осіб, усі — румуни. Усі жителі села рідною мовою назвали румунську.